# Dorfkirche Birkenwerder
Die evangelische Dorfkirche in Birkenwerder im Landkreis Oberhavel im Land Brandenburg wurde 1847 bis 1849 nach Plänen von Julius Manger in Anlehnung an Kirchenentwürfe von Friedrich August Stüler erbaut. Erweiterungen an der Ostseite der Kirche erfolgten 1880 und 1930. Das Kirchengebäude steht seit 1994 unter Denkmalschutz. Die Kirchengemeinde gehört zum Kirchenkreis Berlin Nord-Ost in der EKBO.

## Lage
Das Kirchengebäude befindet sich in der Ortsmitte und hat die Adresse Hauptstraße 52 (einem Abschnitt der Bundesstraße 96). Das zugehörige Pfarrhaus ist nicht weitab und trägt die gleiche Adresse.

## Architektur
Das Kirchengebäude ist ein gelber unverputzter Ziegelbau im neoromanischen Rundbogenstil mit italienischen Einflüssen. Ein Satteldach bildet den Abschluss.
Der Westturm ist oberhalb des Kirchenhauptgebäudes achteckig ausgeformt und mit einer Spitzhaube abgeschlossen. Auf der Turmspitze erhebt sich über dem Knauf ein mehrere Meter hohes metallenes Kreuz. Der Übergang vom Turm zum spitzen Dach wird allseits von Ziergiebeln betont.
Im Turm ist eine Uhr mit vier Zifferblättern nach außen installiert.
Südlich neben dem Kirchturm ist der Westfassade mit dem Portal eine offene Arkadenhalle vorgesetzt. Auf der Ostseite der Kirche befinden sich die halbkreisförmige Apsis und an deren Scheitel die nachträglich errichtete Sakristei, daneben beidseitig ein kleiner rechteckiger funktionaler Anbau. Die beiden Anbauten verfügen über je einen eigenen Eingang von außen.

## Ausstattung

### Altar
In der Mitte des Chores steht, erhöht auf einem zweistufigen Podium, ein einfacher länglicher gemauerter Altartisch, geschmückt mit zwei Altarkerzen. Dahinter ziert ein kleines Kruzifix die Fensterfläche, die sich in eine cremefarbene Wandfläche einfügt.
In der Altarnische gibt es das hohe Bogenfenster sowie fünf Okuli, die Tageslicht in die Apsis hineinlassen.

### Emporen
Im Kirchenraum gab es auf der Südost-Seite eine Seitenempore, auf der die Jugendlichen sitzen konnten.
Diese wurde aufgrund von Holzwurmbefall bei den Renovierungsarbeiten 1963–1965 abgerissen.
An dem Innenwänden der Orgelempore befinden sich Gedächtnistafeln für die in den Befreiungskriegen (1813–1818), im Deutsch-Französischen Krieg (1870/71) und in weiteren Feldzügen gestorbenen Gemeindemitgliedern aus Birkenwerder, Hohen Neudorf und Bergfelde.

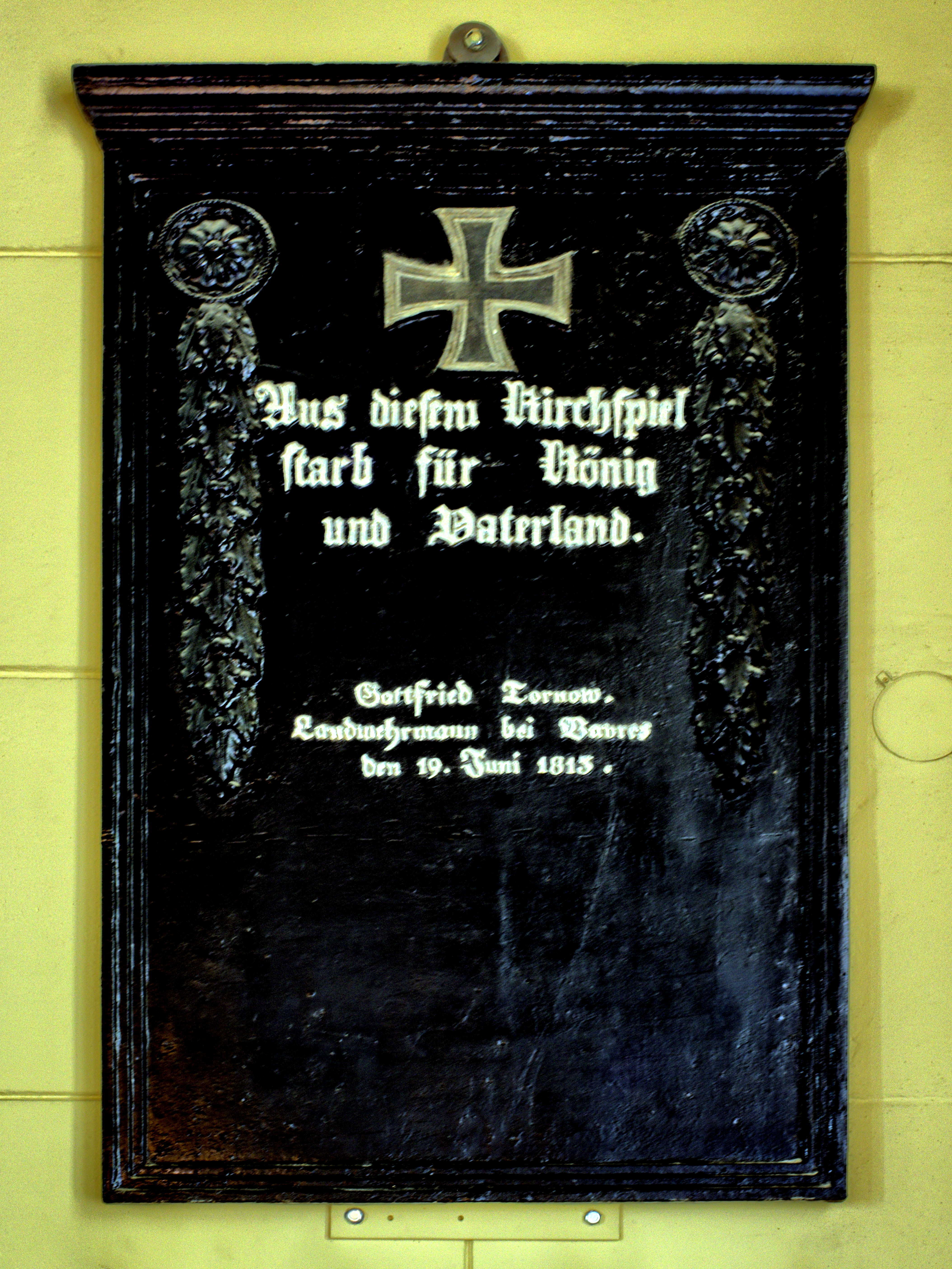
Gedächtnistafel 1813
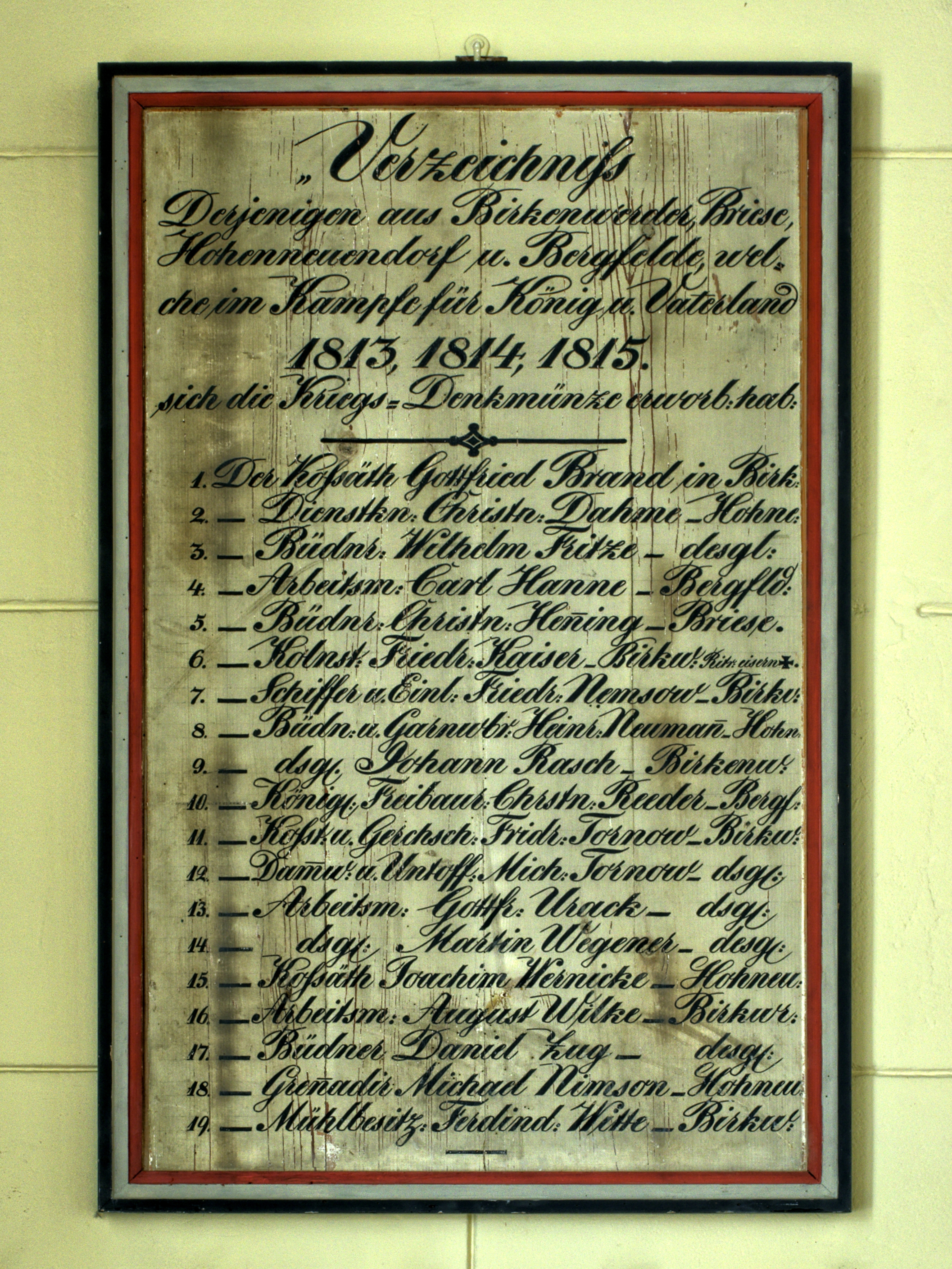
Gedächtnistafel 1813-1815
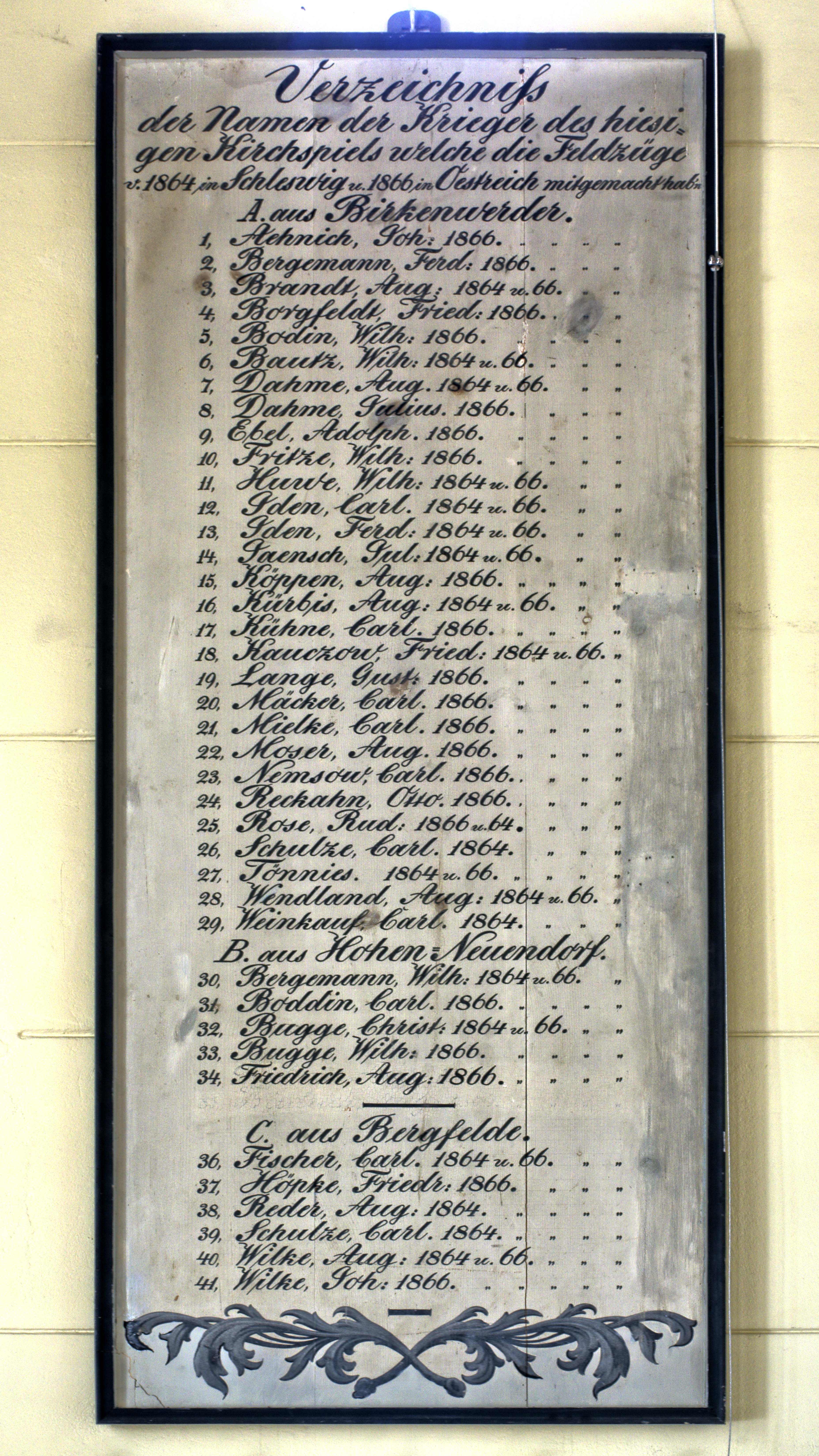
Gedächtnistafel 1864 und 1866
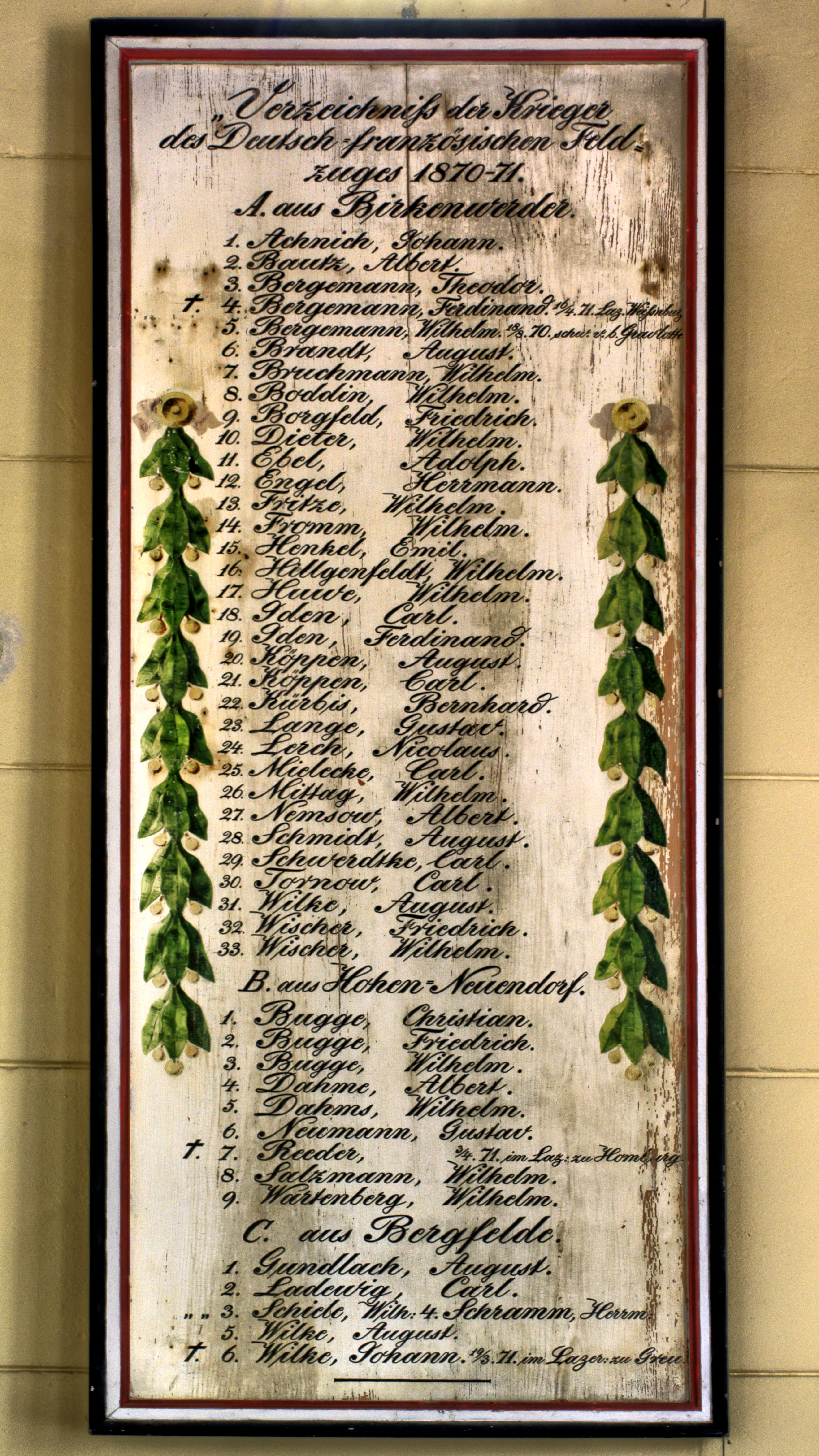
Gedächtnistafel 1870-1871

### Kronleuchter
Von der Kassettendecke hängt ein Kronleuchter herab.
Es ist ein Kronleuchter der Form „Flämische Krone“ wie er baugleich in der Dorfkirche Stolpe hängt.

### Kanzel
Links vom Altar steht die aus den gleichen Steinen wie der Altar gemauerte Kanzel.
Die ursprüngliche hölzerne Kanzel wurde aufgrund massiven Holzwurmbefalls 1962–65 abgebaut.

### Taufbecken
Auf dem Kirchenboden zentral vor dem Altarbereich gibt es einen achteckigen Taufstein in klassizistischer Manier, mit Streifen und senkrechten rechteckigen Flächen in den Farben dunkelgrau, weiß, blau und rot verziert.
Sie stammt aus dem Zeitraum des Baus der Kirche 1849 und wurde Ende der 1990er Jahre aufwendig restauriert.

### Liedanzeiger
Die hölzernen Liedanzeiger befinden sich rechts und links vom Altar.

### Bestuhlung
Manger hatte die Kirche mit Sitzplätzen für 306 Personen (Kirchenbänke mit Mittelgang) ausgelegt, einige gesonderte Patronatsplätze gab es auch. Doch um die Plätze gab es Streitigkeiten, der Gemeindekirchenrat hatte sie im November 1849 verlost, nachdem die Schulzen von Birkenwerder, Hohen Neuendorf und Bergfelde vorher gesetzt worden waren. Das Königliche Rentamt Oranienburg bestätigte den Sitzplan, der aber auch danach ständig korrigiert und geändert wurde. Es ging vor allem darum, dass die einheimischen Bauern und ihre Söhne, die Kossäten und Knechte sich Plätze trotz der Planung „einfach angeeignet hätten“, wie Manger anmerkte. Weil sich innerhalb von knapp 30 Jahren nach der Kircheinweihung durch weitere Zuzügler die Zahl der Einwohner von Birkenwerder fast verdoppelt hatte, gab es weiteren Streit um die Kirchensitze, die von den Altpächtern und ihren Familienmitgliedern verteidigt wurden. Erst eine Verfügung der Königl. Regierung in Potsdam von 1896 brachte Ruhe in die Angelegenheit: der Gemeindekirchenrat sicherte zu, dass die Kirchenstühle für das Patronat und für den Pfarrer nebst dessen Familien weiter reserviert blieben, die Sitzordnung wurde dagegen freigegeben.

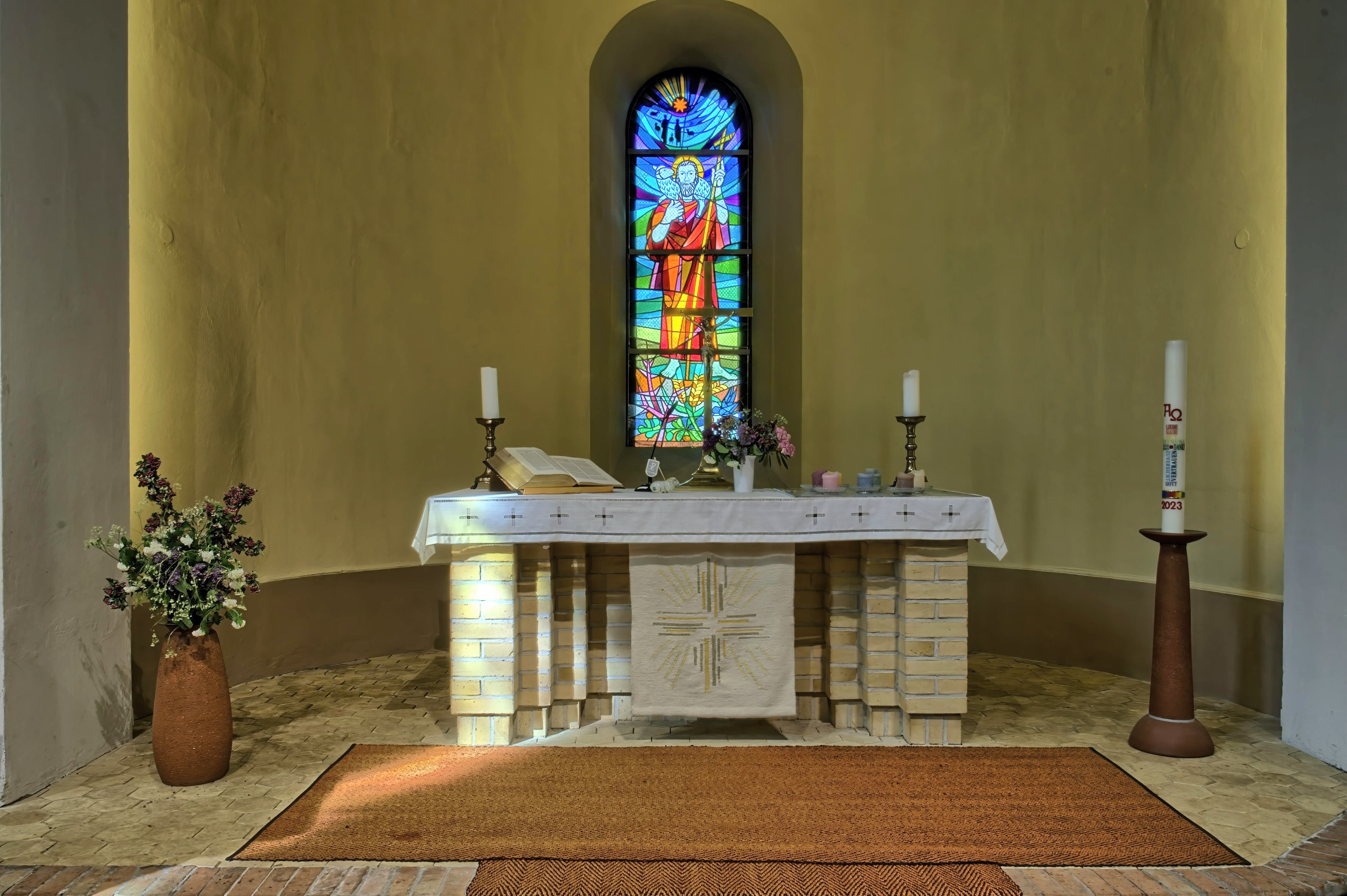
Altar
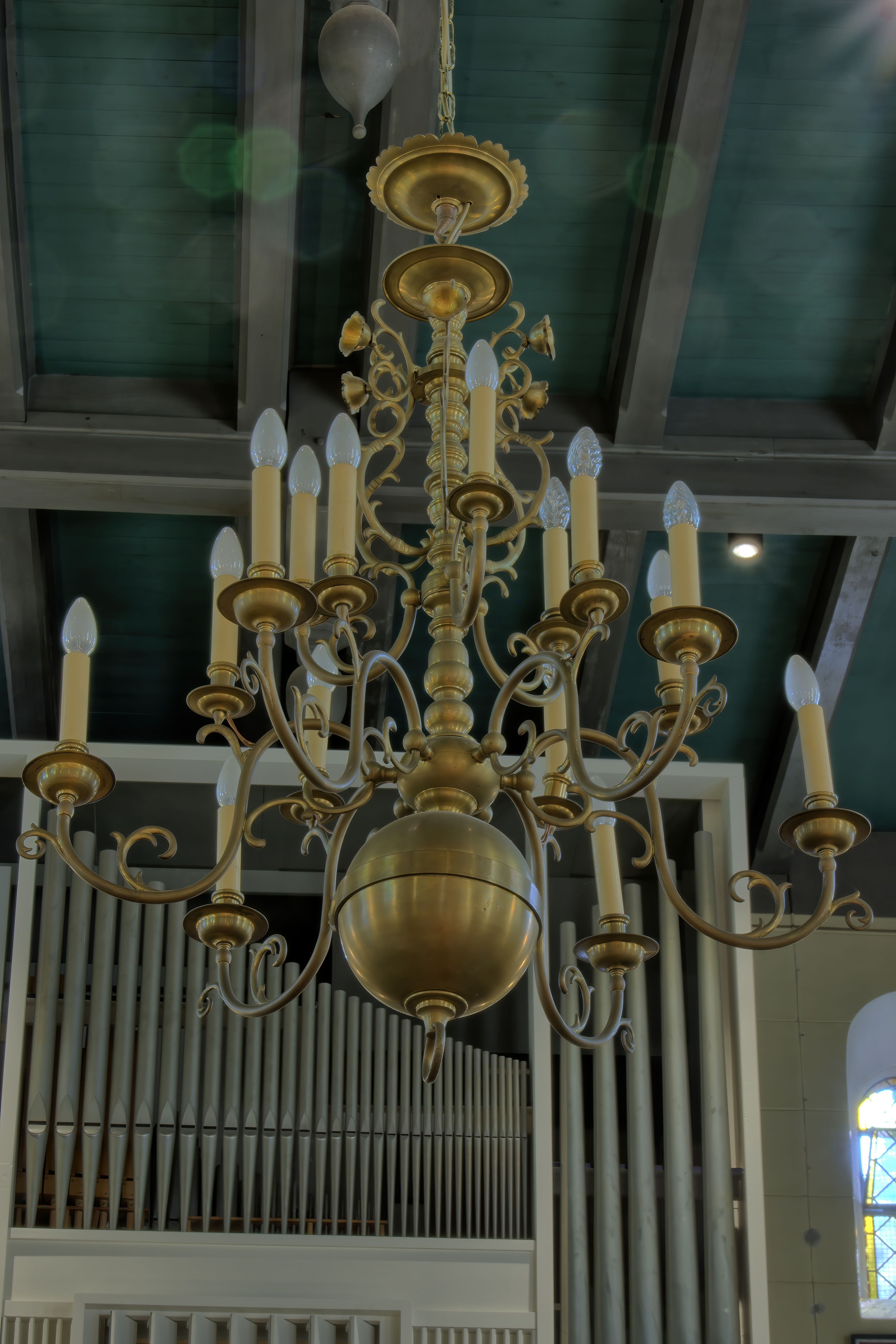
Kronleuchter
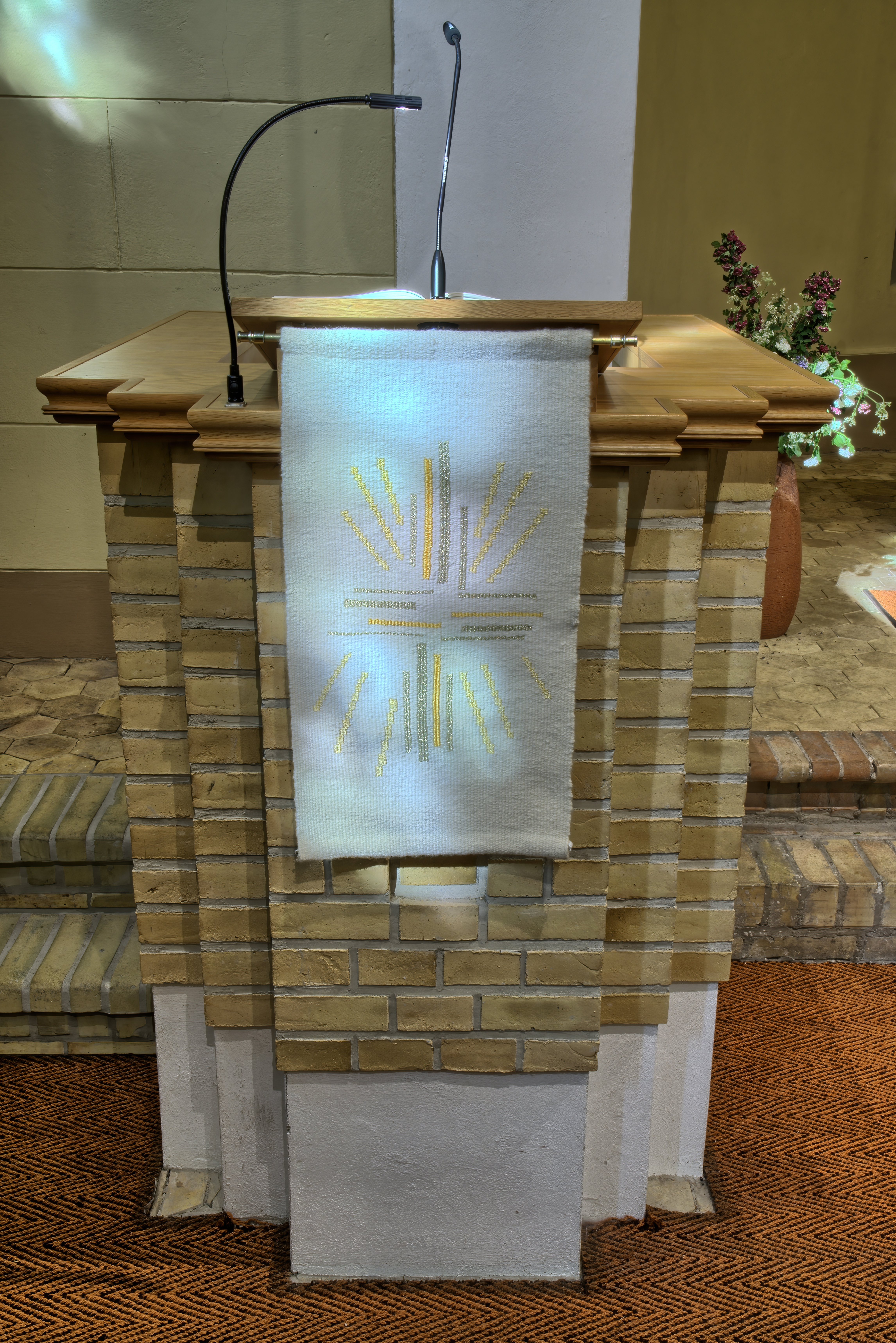
Kanzel
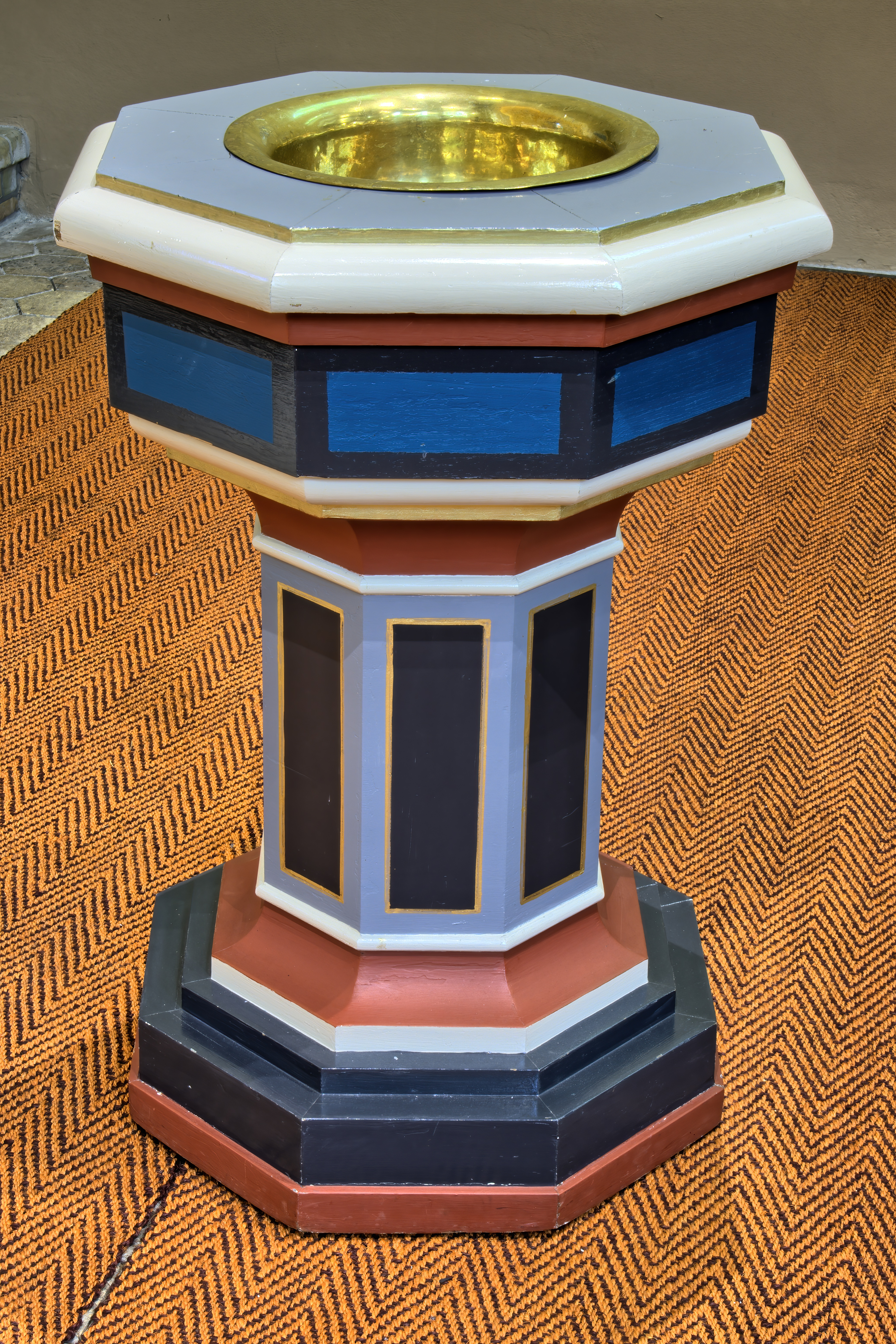
Taufbecken
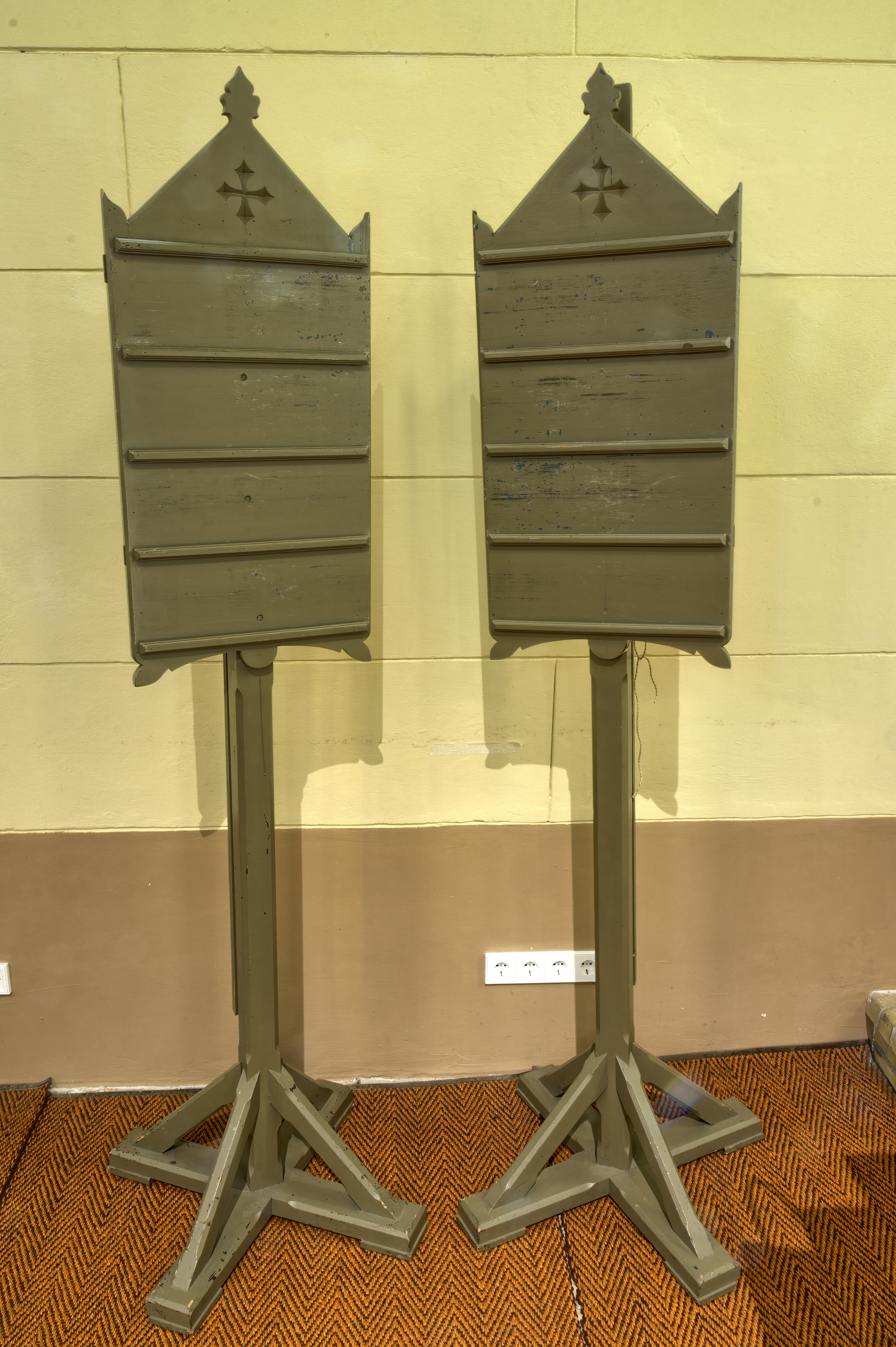
Liedanzeiger

## Fenster

### Chorfenster
Das Chorfenster zeigt das Motiv des guten Hirten.
Der Entwurf stammt von Lothar Mannewitz und wurde von der Glaswerkstatt Lehmann aus Berlin-Weißensee als Bleiverglasung angefertigt.
Die Kosten beliefen sich auf 15.000 DM, eingeweiht wurde es in einem festlichen Gottesdienst am 14. Dezember 1997.

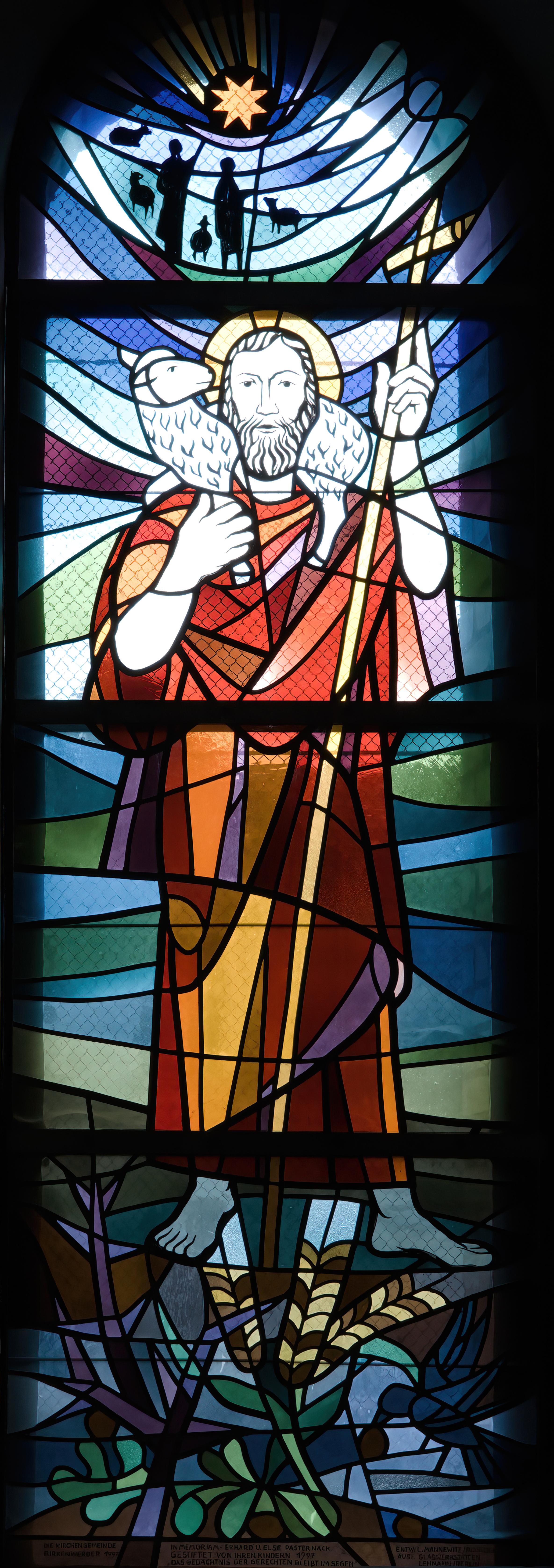
Chorfenster

### Langhausfenster
Alle kleinen und größeren Kirchenfenster sind rundbogig. Die Sprossenfenster sind leicht ornamentiert und mit nur wenigen kleinen Farbmustern versehen.

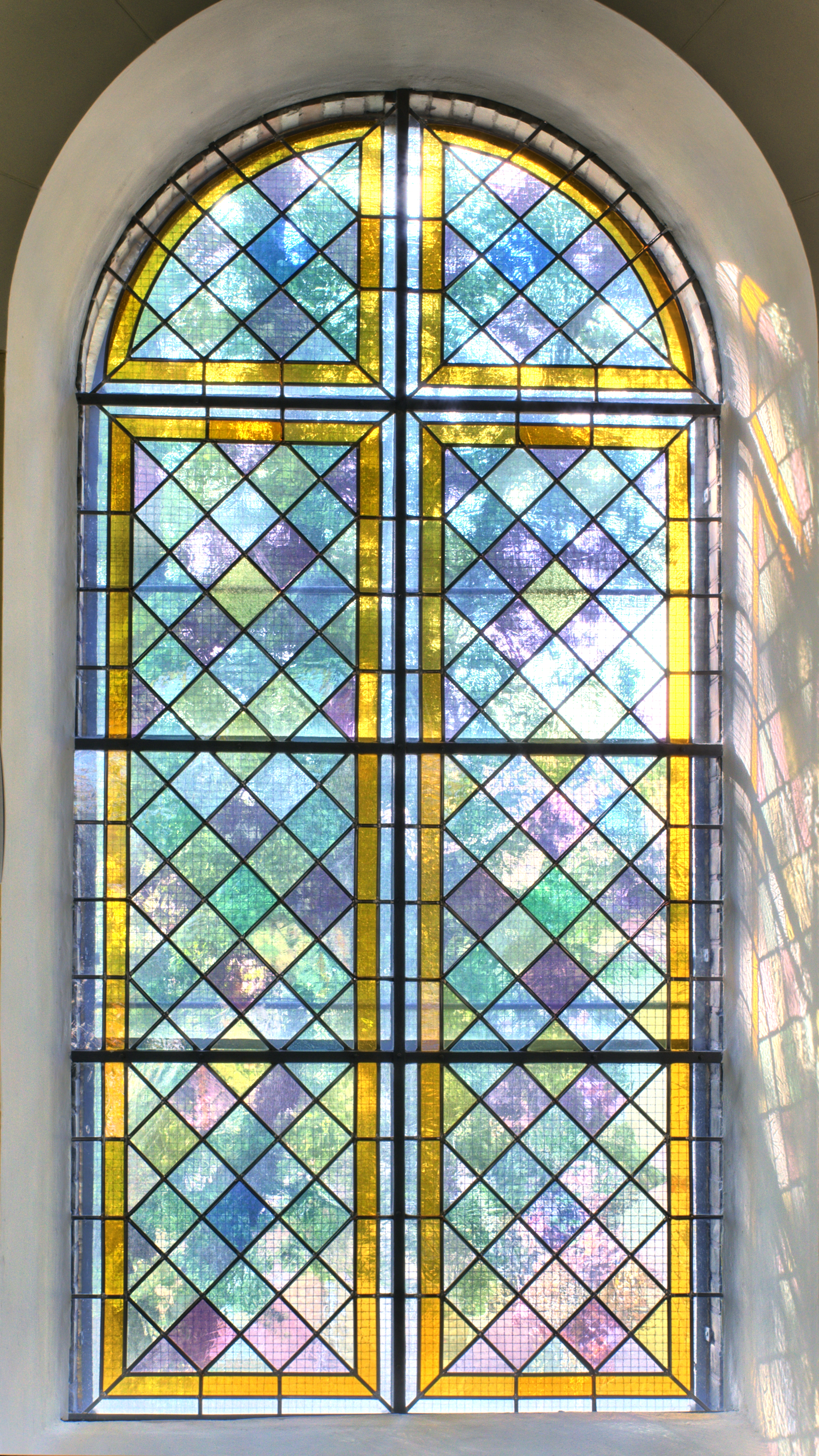
Langhausfenster

### Sakristei
Die Fenster in der Sakristei wurden von Richard Flockenhaus entworfen und von Carl Busch angefertigt.

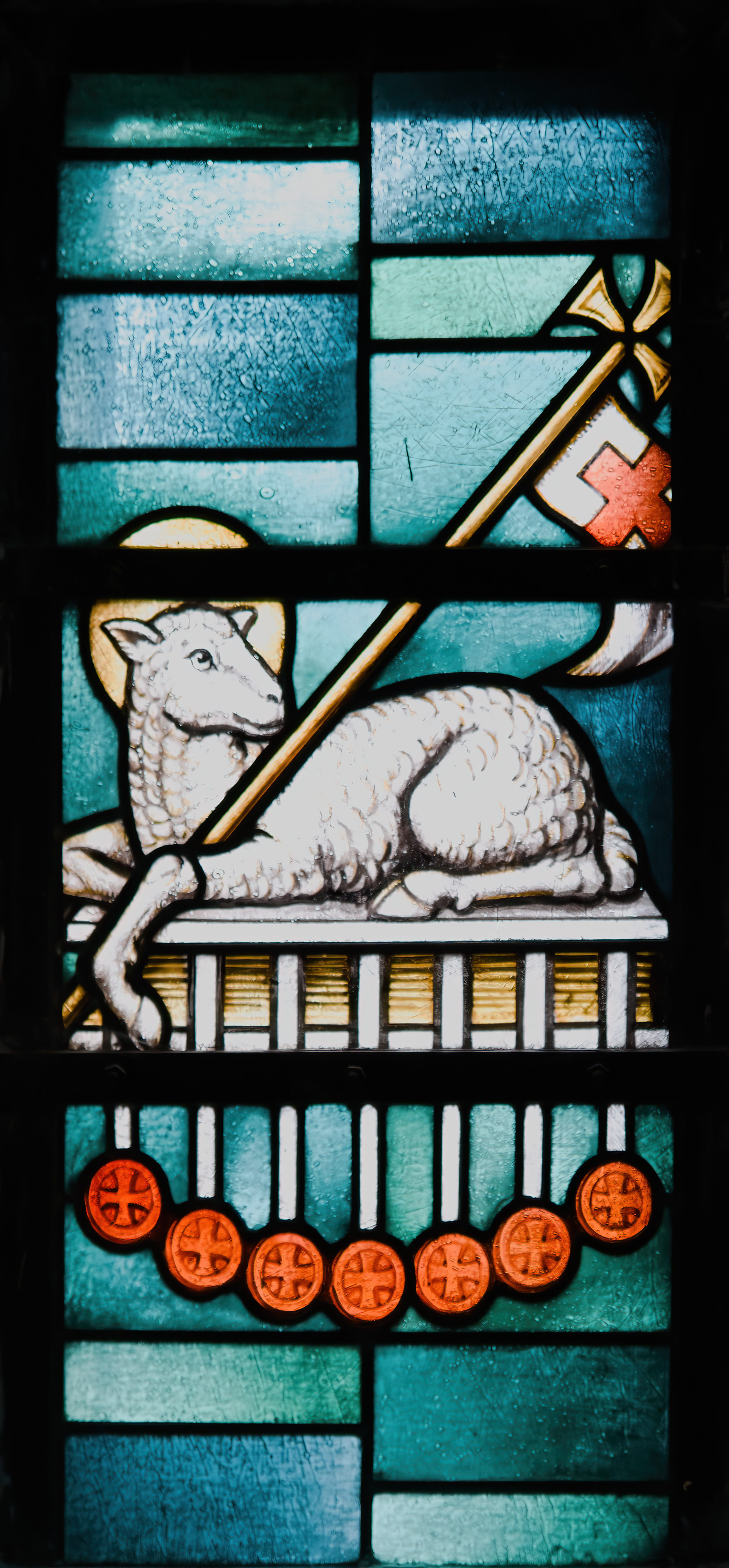
Lamm
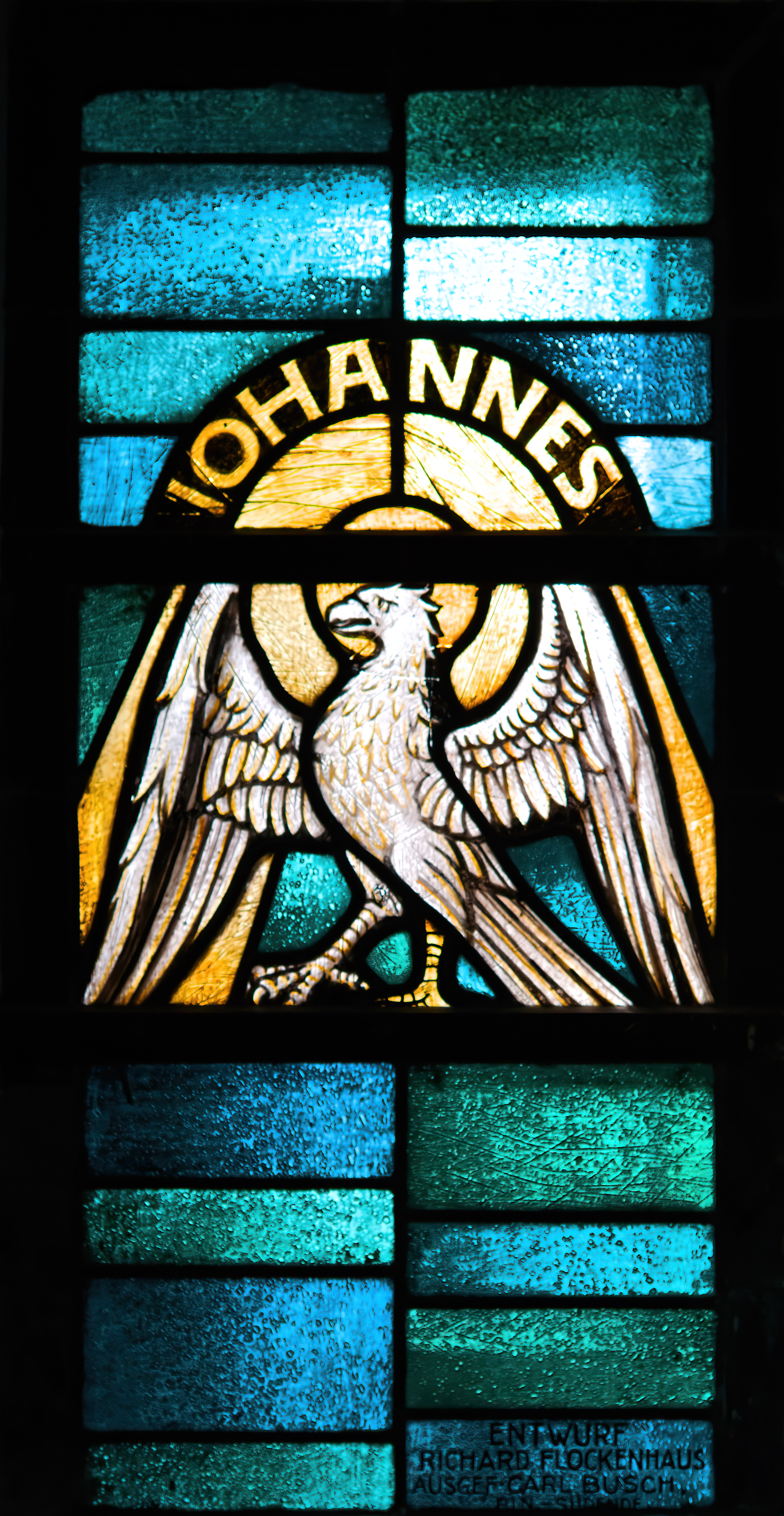
Johannes
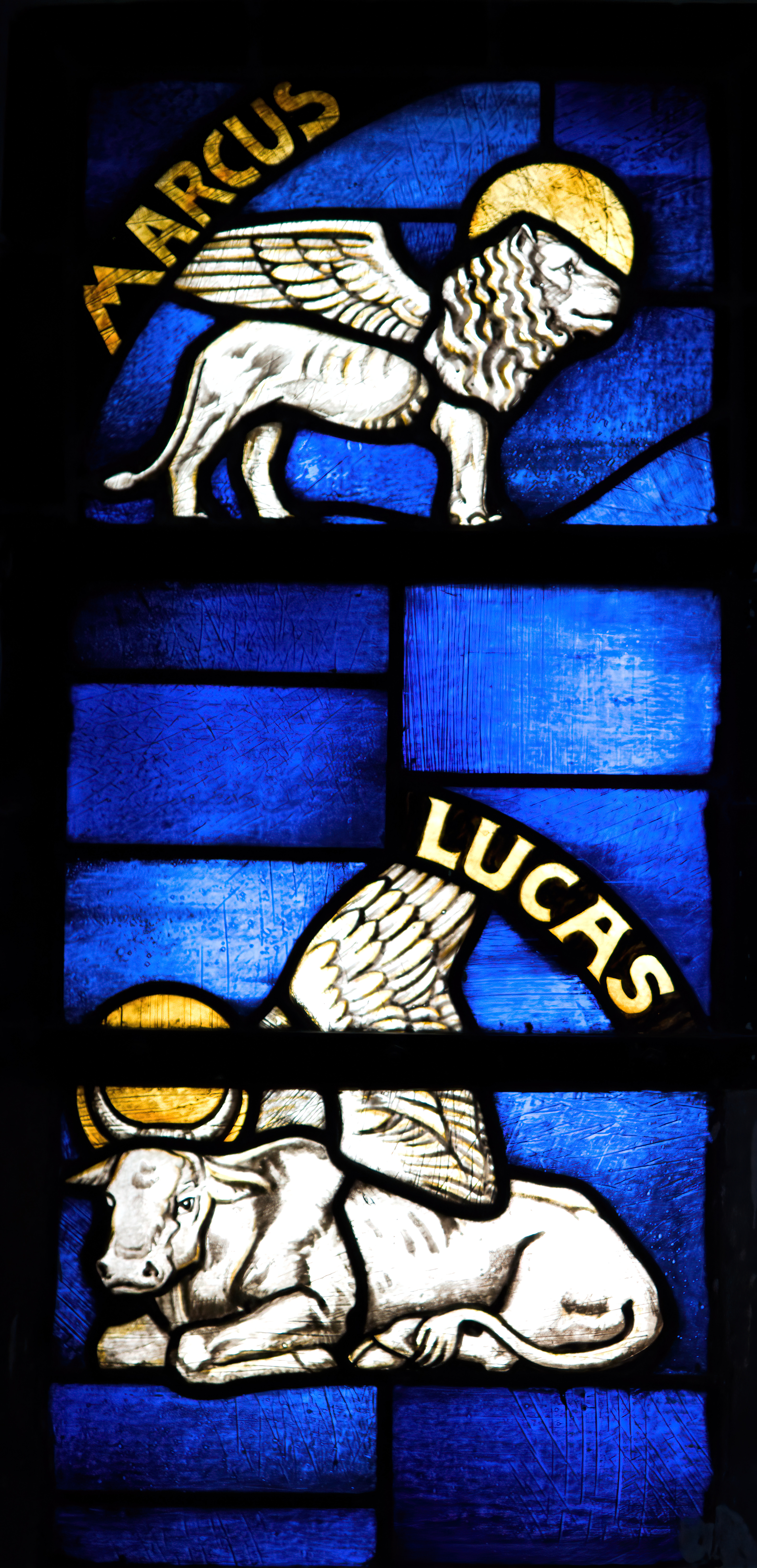
Marcus Lucas
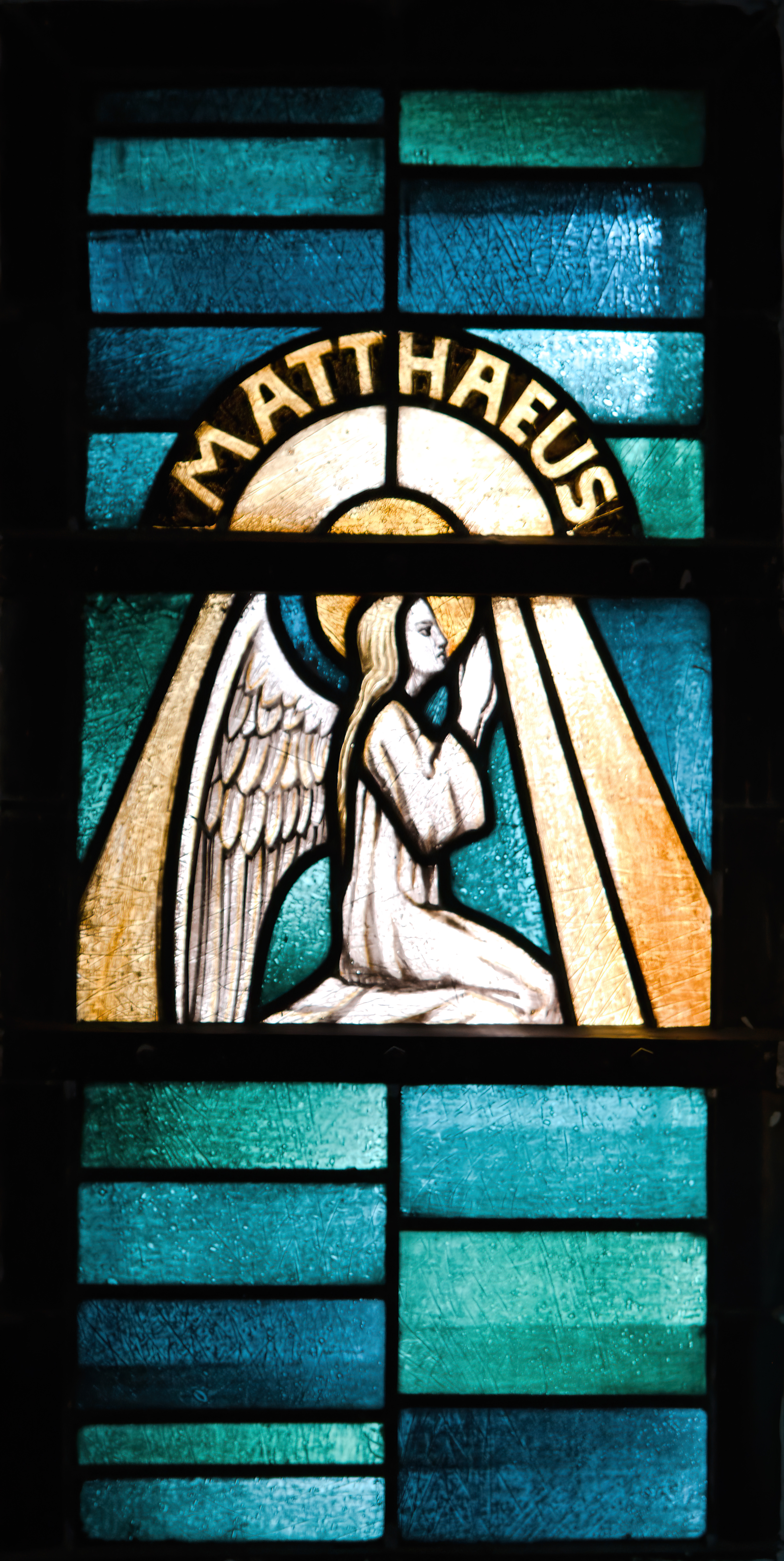
Matthaeus
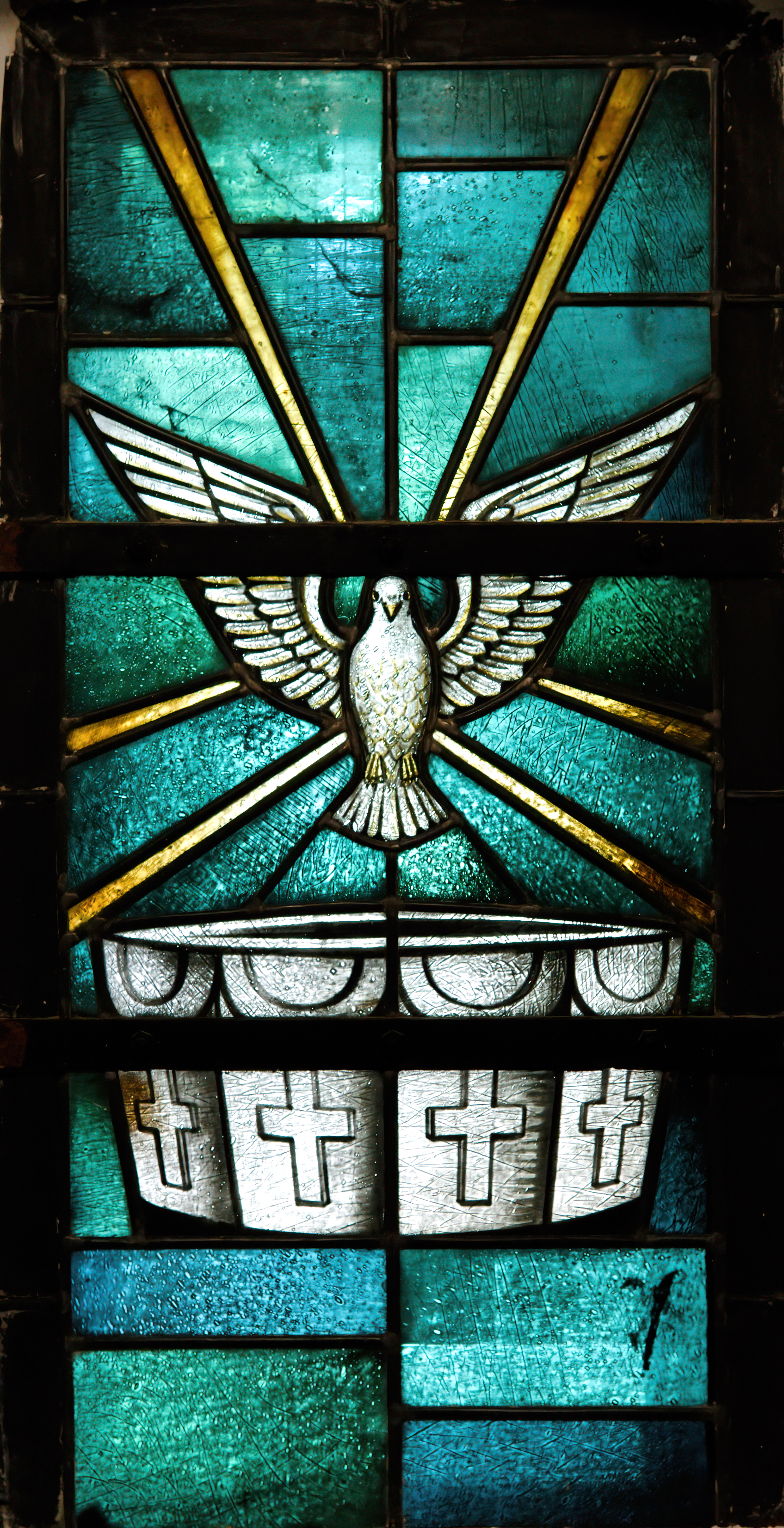
Taube
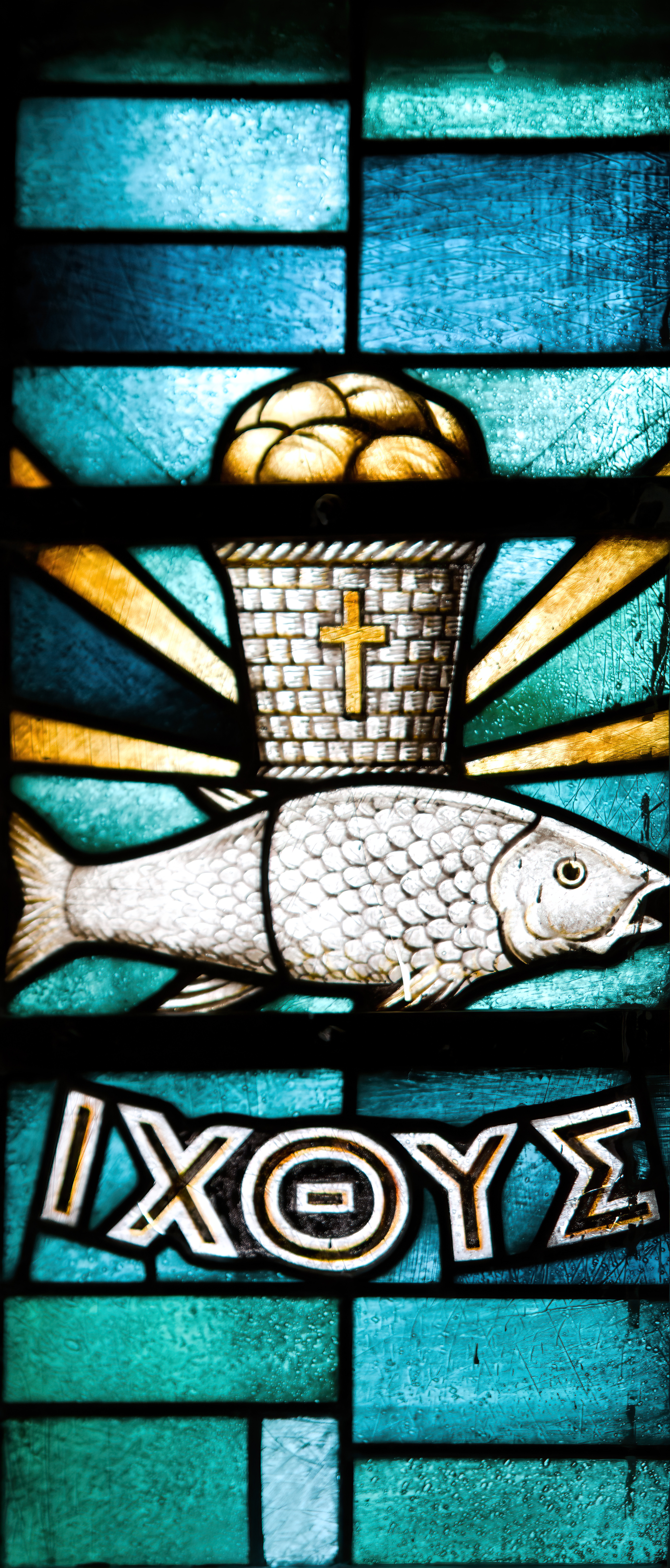
Fisch
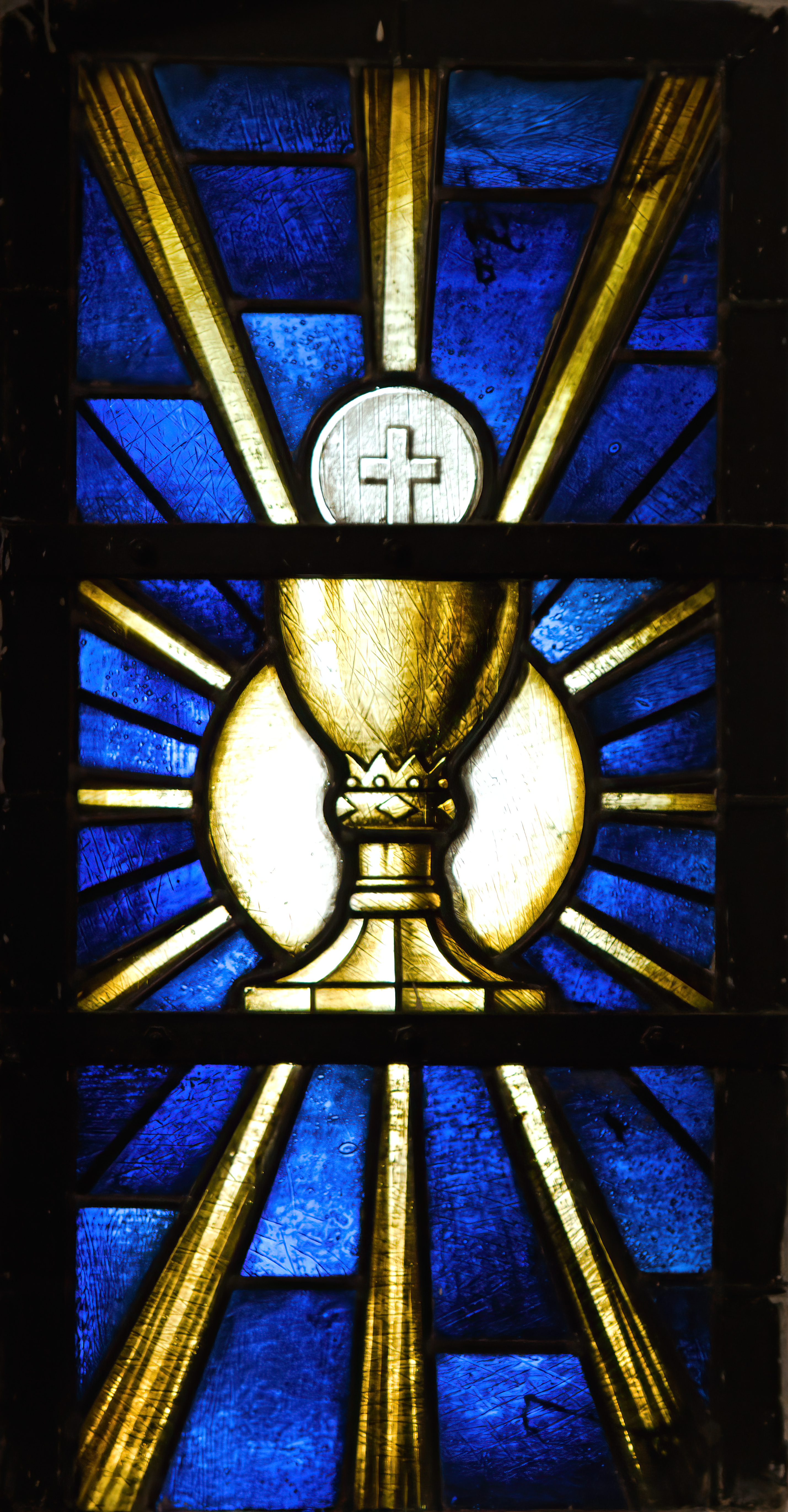
Kelch

## Orgel

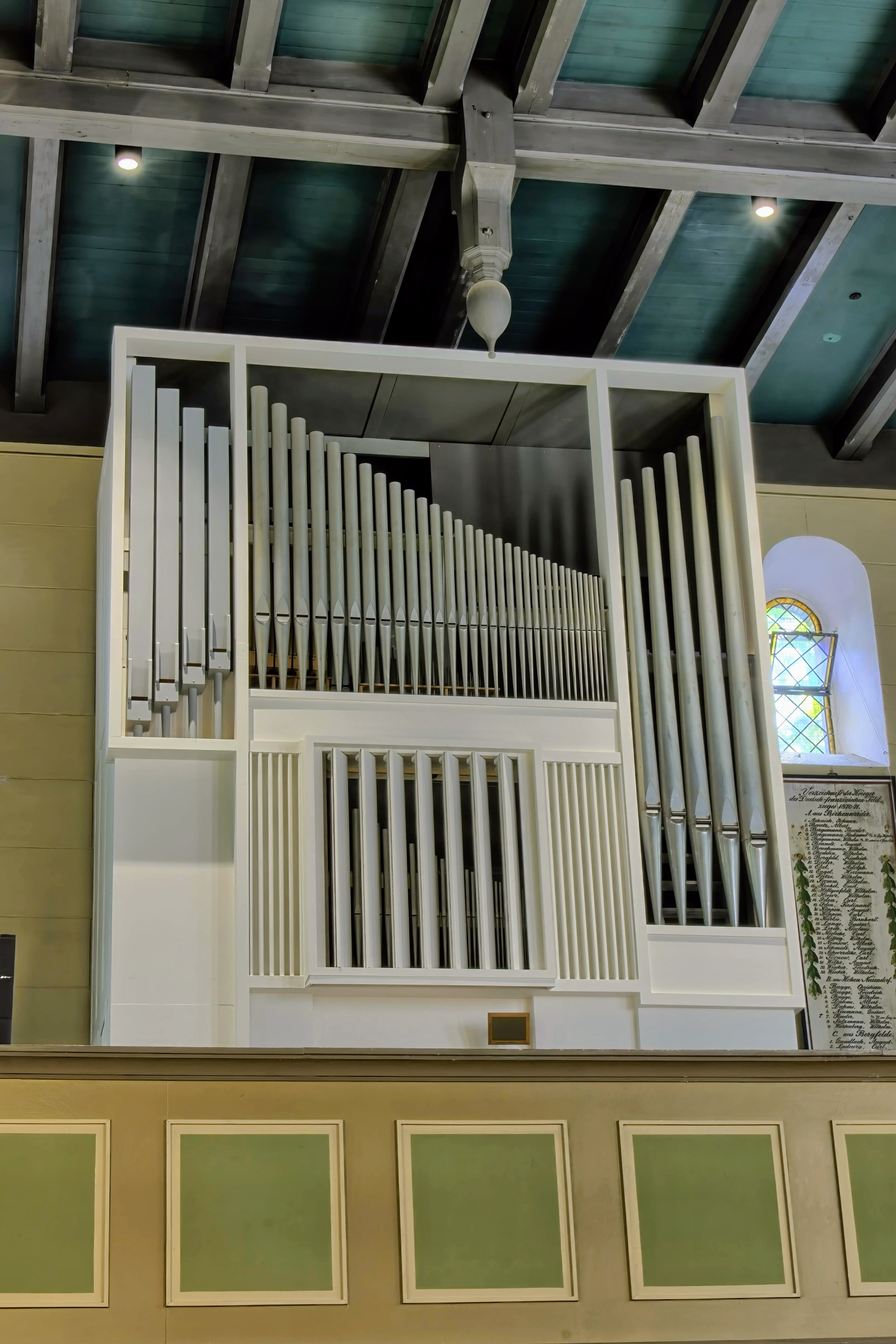
Orgel

Eine Orgel gab es nach Vollendung des Baus nicht, weil die Eingesessenen den Einbau eines solchen Instrumentes abgelehnt hatten, obwohl entsprechende Gemeindemittel vorhanden waren. Diese Haltung kritisiert Manger offen in einem Brief an den königlichen Hof:

„Nicht einmal ein Paar Altarleuchter wurden beigesteuert. Selbst die Zahlung der Wagenmiete von 20 Groschen für den zur Feier angereisten Superintendenten verweigerten sie.“

Erst im Jahr Sommer 1868 wurde von den Orgelbaumeistern Albert Lang aus Berlin für 600 Taler eine Orgel eingebaut. Die Orgelweihe fand im Oktober desselben Jahres statt.
Es handelte sich um eine Schleifladenorgel von Ferdinand Dinse aus Berlin mit einem Manual und Pedal.
Von der Firma Alexander Schuke Potsdam Orgelbau wurde im Jahr 1922 für 45.000 RM eine neue Orgel gebaut. Für den Bau der neuen Orgel wurden Teile der alten Orgel von 1868 wieder verwendet.
Diese wurde aufgrund von Holzwurmbefall und kriegsbedingten Feuchtigkeitsschäden im Zuge der Renovierungsarbeiten 1963–1965 abgerissen.
Die Kirche erhielt erst wieder 1968 eine zweimanualige Orgel, die auf der Westempore ihren Platz fand. Es ist ein Instrument mit modern gestaltetem Prospekt aus der Werkstatt von W. Sauer aus Frankfurt (Oder) mit dem Werkverzeichnis Opus 1839. Die Orgelweihe fand am 27. Oktober 1968 statt.
Die Orgel wurde in den Jahren 2020/21 umfassend repariert, wozu alle Pfeifen und Spielwerke ausgebaut worden waren. Alle Pfeifen wurden gereinigt, ein Elektroproblem beseitigt und ein Schwellwerk eingebaut. Die Arbeiten führte der Eberswalder Orgelbauer Julian Sander aus.
Seit der Renovierung und Erweiterung im Jahre 2021 lautet ihre Disposition:
| I. Hauptwerk C-g |    |
| Rohrflöte        | 8′ |
| Prinzipal        | 4′ |
| Waldflöte        | 2′ |
| Mixtur 3-4 fach  | 1′ |

| II. Positiv im SW C-g |        |
| Holzgedackt           | 8′     |
| Rohrpommer            | 4′     |
| Prinzipal             | 2′     |
| Sesquialter           | 2-fach |
| Scharff-Zimbel        | 2-fach |
| Tremolo               |        |

| Pedal C-f'    |     |
| Subbass       | 16′ |
| Gemshorf      | 8′  |
| Gedacktpommer | 4′  |

## Geläut
Die Glockenstube ist im Turm eingerichtet. Dort hängen zwei Kirchenglocken. Die ursprünglichen Glocken von 1793 und 1848 hatten folgende Daten:
| Nr. | Gussjahr | Gießer, Gussort                 | Material  | Masse (kg) | Schlag-ton | unterer Durchmesser (cm) | Inschrift | Bemerkung                                                                                |
| --- | -------- | ------------------------------- | --------- | ---------- | ---------- | ------------------------ | --- | ---------------------------------------------------------------------------------------- |
| 1   | 1793     | Johann Friedrich Thiele, Berlin | unbekannt | -          | cis        | 61,5                     | Soli Deo Gloria Anno 1793 hat ein königl Preuß. Churmärkisches Hochlöbliches Amts-Kirchen Revenüen Direktorium diese Birkenwerdersche Glocke umgießen lassen von J.F. Thiele in Berlin | musste in der Glocken-Aktion der Metallspende des deutschen Volkes 1917 abgegeben werden |
| 2   | 1848     | Cornelius Rubon, Berlin         | Bronze    | 304        | a          | 84                       | Patronat Königl. Regierung, C. Rubon in Berlin | musste in der Glocken-Aktion der Metallspende des deutschen Volkes 1941 abgegeben werden |

Seit 1961 ist das Geläut wieder wie folgend vollständig:
| Nr. | Bild | Gussjahr | Gießer, Gussort                                | Material | Masse (kg) | Schlag-ton | Inschrift                                                                  |
| --- | ---- | -------- | ---------------------------------------------- | -------- | ---------- | ---------- | -------------------------------------------------------------------------- |
| 1   |      | 1926     | Glockengießerei Schilling & Lattermann, Apolda | Bronze   | 213        | cis        | 1917 zerschlagen zu Deutschlands Wehr, 1926 wiedererstanden zu Gottes Ehr! |
| 2   |      | 1961     | Glockengießerei Schilling & Lattermann, Apolda | Bronze   | 388        | b'         | Herr, mach uns frei                                                        |

## Geschichte

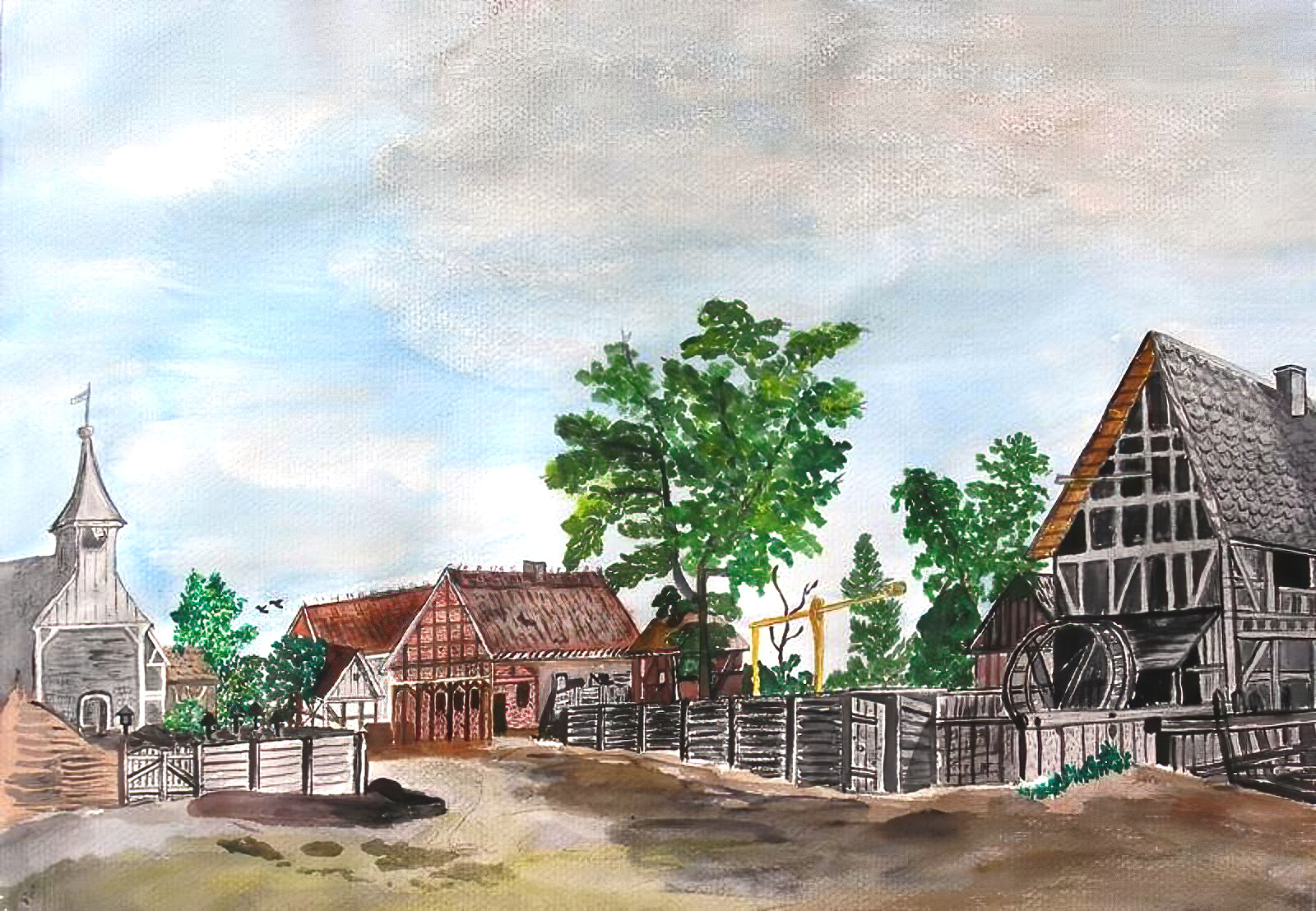
Ansicht Birkenwerder um 1795, alte Kirche von 1663 links im Bild

Das Kirchengebäude ersetzte die erste Dorfkirche aus dem Jahr 1663, die im Auftrag des Großen Kurfürsten errichtet worden war. Sie war nach mehr als 200 Jahren baufällig und die Sitzplätze reichten für den stetigen Zuzug neuer Einwohner bei weitem nicht mehr aus.
So lieferte der Königliche Bauinspektor und Professor am Königlichen Gewerbeinstitut zu Berlin, Julius Manger, Baupläne für einen Kirchenneubau, die sich an Projekten des Königlichen Baumeisters Friedrich August Stüler orientierten. Als Baumaterial wählte Manger Ziegelsteine aus der einheimischen Ziegelei aus, die er als „berühm-lichst bekanntes Fabrikat Birkenwerder Ziegeleien“ bezeichnete. Von den insgesamt verbauten 287.250 gewöhnlichen Ziegeln kamen 5000 Blendziegel aus Hermsdorf. Die Baukosten werden im Kirchenarchiv mit 14065 Talern, 17 Silbergroschen und 10 Pfennigen angegeben, die aus dem Kirchenbaufonds stammen, einen Zuschuss des Königs gab es nicht. Doch dieser forderte über seinen Hofbaumeister Stüler bauliche Änderungen, u. a. für die Vorhalle und den Turm.
Bei den Hilfsarbeiten mussten einheimische Bauern Hand- und Spanndienste leisten, so dass der Sakralbau innerhalb von zwei Jahren fertig gestellt werden konnte. Superintendent Kümmel berichtete von einer Abschiedsfeier in der alten Kirche, einer Prozession zur neuen Kirche und dem Einweihungsgottesdienst. Neben dem König nahmen an diesem Fest der Baumeister Manger, hochrangige Vertreter der evangelischen Kirche (ohne den Bischof), Vertreter der Ortsverwaltung, Kirchenchöre und das Oranienburger Musikkorps teil. Die Weihefeier endete mit dem Läuten der neuen Kirchenglocken und schließlich mit einem Festessen.
Im Jahr 1880 ließ die Gemeinde an der Ostseite der Apsis eine Sakristei anbauen. Fünfzig Jahre später erfolgte eine Erweiterung um symmetrische Anbauten an der Nord- und Südseite der Apsis, wobei deren ursprüngliche Fensteröffnungen vermauert wurden.
Einige Jahre nach der Wende, 1998 und 1999 konnten umfangreiche Renovierungen vorgenommen werden, bei denen unter anderem das Dach erneuert, ein barrierefreier Zugang geschaffen, der Innenraum mit einer Elektroanlage ausgestattet und der Altarraum erneuert wurden.

## Seelsorge und Veranstaltungen (Auswahl)
Die Pfarrer der Kirche waren:
| Jahr                         | Name                           | Bemerkung                                                                                               |
| ---------------------------- | ------------------------------ | --- |
| 1706 – 1707                  | Friedrich Franz Stoltz         | 1. evangelischer Pfarrer seit der Reformation, gestorben in Berlin, begraben bei der St.-Georgen-Kirche |
| 1708 – 1710                  | Trüstedt                       | |
| 1710 – 1720                  | Johann Friedlieb Bona          | |
| 1721 – 1722                  | Düring                         | |
| 1722 – 1740                  | Ordelien                       | |
| 1740 – 1787                  | Georg Friedrich Winter         | 1799 im Alter von 88½ Jahren als Emeritus zu Hohen Schöping gestorben                                   |
| 1787 – ?                     | Goldmann                       | |
| 1833 – ?                     | Ritter                         | davor Adjunkt des vorigen Pfarrers                                                                      |
| 1839 – ?                     | Schadow                        | |
| 1846 – ?                     | Kraft                          | |
| 1851 – 1869                  | Metzig                         | gestorben am 24. September 1869                                                                         |
| 1870 – 1875                  | Kittel                         | |
| 1876                         | Benicke                        | |
| 1876 – 1879                  | Domschke                       | entsagte dem geistlichen Amte                                                                           |
| 1880 – 1892                  | Boy                            | |
| April 1892 – 1923            | Lehmann                        | |
| 1923 – 1934                  | Johannes Niclaus               | |
| 1935 – 1936                  | Gerhard Jothe                  | |
| 1936 – 1962                  | Johannes Niclaus               | |
| 1962 – Mai 1990              | Hans-Ulrich Bake               | |
| Juni 1990 – Januar 1991      | vakant                         | |
| Februar 1991 – 2004          | Rainer Thieswald               | |
| 2004 – 2012                  | Dirk Kroll                     | |
| März 2013 – Oktober 2020     | Philip Kiril Prinz von Preußen | |
| Oktober 2020 – Dezember 2021 | Volker Dithmar                 | |
| seit 1. Januar 2022          | Sven Stoltmann                 | |

Außerhalb der kirchlichen Nutzung dient das Gotteshaus auch für Kulturveranstaltungen, vor allem Konzerte.
Die Kirchengemeinde unterhält unter anderem eine Christenlehregruppe, einen Seniorenkreis, einen Gesprächskreis für trauernde Menschen, einen Kirchen- und einen Kinderchor.
Im Pfarrgarten finden gelegentlich Kulturveranstaltungen unter dem Motto Sommerabend an der Scheune statt, beispielsweise im August 2021 traten die Cool Tigers auf oder im September 2021 erfolgt ein Auftritt der Musikschule Hohen Neuendorf.